# Philippe Riboud
Philippe Riboud (Lyon, 9 april 1957) is een Frans voormalig schermer.

## Carrière
Riboud won in 1974 het Frankenland toernooi, een wereldkampioenschap degen voor junioren, en nam al deel aan de degenwedstrijden op de Olympische Spelen van 1976 in Montreal, maar werd daar met het team uitgeschakeld in de ronde van 16, in het individueel eindigde hij als 37e. Op de Wereldkampioenschappen van 1978 eindigde Riboud als tweede achter de Olympische kampioen van 1976 Alexander Pusch. Opmerkelijk was dat Riboud volgens de oorspronkelijke uitslag wereldkampioen zou zijn geweest, maar dat het gevecht dat hij won tegen de Pool Piotr Jablkowski als verloren werd geteld. De reden hiervoor was een protest van de Duitse en Poolse delegaties, omdat op het moment van Ribouds winnende treffer de tijd mogelijk al verstreken was. In de daaropvolgende beslissende ronde om de titel zegevierde Pusch. Het jaar daarop won Riboud zijn eerste wereldtitel vóór de Hongaar Ernő Kolczonay.
Op de Olympische Spelen van 1980 in Moskou won Riboud de finaleronde van Kolczonay maar verloor hij van de Zweden Rolf Edling en Johan Harmenberg, uiteindelijk won Harmenberg goud vóór Kolczonay en Riboud. Met het Franse degen team won Riboud de finale tegen de Polen en ontving zijn eerste Olympische gouden medaille. Nadat Frankrijk in 1981 zonder medaille was gebleven op de Wereldkampioenschappen thuis in Clermont-Ferrand, hadden de Fransen het jaar daarop meer succes op de Wereldkampioenschappen 1982 in Rome. Riboud won zilver in de individuele wedstrijd achter de Hongaar Jenő Pap, en in de teamwedstrijd wonnen Olivier Lenglet, Riboud zelf, Philippe Boisse en Michel Salesse voor het Zwitserse team. Op de wereldkampioenschappen van 1983 verdedigden Boisse, Lenglet, Salesse de titel samen met Jean-Michel Henry, maar zonder Riboud. Een jaar later, op de Olympische Spelen van 1984, namen alle vijf deel aan de Franse equipe, die zilver won achter het Duitse team, nadat Boisse goud en Riboud brons had gewonnen in de individuele competitie.
De Franse degenploeg bleef zonder medaille op de wereldkampioenschappen van 1985 en 1986, terwijl Riboud brons won in het individuele onderdeel in 1985 en zijn tweede wereldtitel in 1986. In 1987 bleven de Fransen zonder medaille in het individuele klassement, maar behaalden brons in het ploegenklassement voor Boisse, Henry, Riboud en Éric Srecki. Op de Olympische Spelen van 1988 was Riboud de beste Fransman in de individuele competitie, maar hij verloor in de finale van de Duitser Arnd Schmitt met 9 tegen 10. In de finale van de ploegenwedstrijd versloegen de Fransen het Duitse team, met Riboud als enige die zijn partijen verloor.
Philippe Riboud won zijn laatste grote medaille op de wereldkampioenschappen van 1990 in zijn geboortestad Lyon. Het Franse team met Henry, Lenglet, Riboud en Srecki won de zilveren medaille achter de Italianen.

## Resultaten

### Olympische Zomerspelen
| Jaar | Plaats      | Resultaten              |
| ---- | ----------- | ----------------------- |
| 1976 | Montreal    | 37e degen 9e degen team |
| 1980 | Moskou      | degen degen team        |
| 1984 | Los Angeles | degen degen team        |
| 1988 | Seoel       | degen degen team        |

### Wereldkampioenschappen schermen
| Jaar | Plaats    | Resultaten         |
| ---- | --------- | ------------------ |
| 1978 | Hamburg   | degen              |
| 1979 | Melbourne | degen              |
| 1982 | Rome      | degen · degen team |
| 1985 | Barcelona | degen              |
| 1986 | Sofia     | degen              |
| 1987 | Lausanne  | degen team         |
| 1990 | Lyon      | degen team         |

1908: Alibert, Berger, Collignon, Gravier, Lippmann, Olivier, Stern ·
1912: H. Anspach, P. Anspach, Hennet, Ochs, Salmon, Willems ·
1920: Allocchio, Bozza, Canova, Costantino, Marrazzi, A. Nadi, N. Nadi, Olivier, Thaon di Revel, Urbani ·
1924:  Buchard, Ducret, Gaudin, Labatut, Liottel, Lippmann, Tainturier ·
1928:  Agostoni, Basletta, M. Bertinetti, Cornaggia-Medici, Minoli, Riccardi ·
1932: Buchard, Cattiau, Jourdant, Piot, Schmetz, Tainturier ·
1936: Brusati, Cornaggia-Medici, E. Mangiarotti, Pezzana, Ragno, Riccardi ·
1948: Artigas, Desprets, Guérin, Huet, Lepage, Pécheux ·
1952: Battaglia, F. Bertinetti, Delfino, D. Mangiarotti, E. Mangiarotti, Pavesi ·
1956: Anglesio, F. Bertinetti, Delfino, E. Mangiarotti, Pavesi, Pellegrino ·
1960: Delfino, E. Mangiarotti, Marini, Pavesi, Pellegrino, Saccaro ·
1964: Bárány, Gábor, Kausz, Kulcsár, Nemere ·
1968: Fenyvesi, Kulcsár, Nagy, Nemere, P. Schmitt ·
1972: Erdős, Fenyvesi, Kulcsár, Osztrics, P. Schmitt ·
1976: Edling, Von Essen, Flodström, Högström, Jacobson ·
1980: Boisse, Gardas, Picot, Riboud, Salesse ·
1984: Borrmann, Fischer, Heer, Nickel, Pusch ·
1988: Delpla, Henry, Lenglet, Riboud, Srecki ·
1992: Borrmann, Felisiak, Proske, Resnitstsjenko, A. Schmitt ·
1996: Cuomo, Mazzoni, Randazzo ·
2000: Mazzoni, Milanoli, Randazzo, Rota ·
2004: Boisse, F. Jeannet, J. Jeannet, Obry ·
2008: F. Jeannet, J. Jeannet, Robeiri ·
2016: Borel, Grumier, Jérent, Lucenay ·
2020: Kano, Minobe, Yamada, Uyama ·
2024: Koch, Andrásfi, Siklósi, Nagy